# マキシアム・ワールドワイド
マキシアム・ワールドワイド(Maxxium Worldwide B.V.)は、世界60ヵ国以上で展開する世界有数の酒類メーカー。ブランデーやリキュールなどを取り扱っている。本社はオランダのアムステルダム。
当時、各酒類部門でトップを誇っていたルーカスボルスとレミー・コアントロー、ハイランド・ディスティラーズ、ジム・ビームが合併し1999年に設立。その後V&Sを吸収合併し完全子会社化。日本ではマキシアム・ジャパンとアサヒビールが提携を結んでおり、いくつかの商品が販売していたが、2009年3月に提携解消。2009年4月からはバカルディ ジャパンが提携を結び、商品販売を開始している。

## 所有ブランド
- アブソルート(Absolut)
- アンティノリ(Antinori)
- ウィリアム・ハンバート(Williams Humbert)
- オールド・クロウ(Oldcrow)
- オールド・グランダッド(Old Grand Dad)
- ガリアーノ(Galliano)
- グラハム(Grahams)
- コアントロー(Cointreau)
- ザ･フェイマス･グラウス(The Famous Grouse)
- ジム･ビーム(Jim Beam)
- ハイランド･パーク(Highland Park)
- パイパー・エドシック(Piper Heid Sieck)
- パッソア(Passoa)
- ピーク・ワインズ(Geyser Peak)
- プリマス・ジン(Plymouth Gin)
- プルノット(Prnotto)
- ホセ・クエルボ(Cuervo)
- ボルス(Bols)
- ポール・ジャブレ(Paul Jaboulet)
- ルイ・ラトゥール(Louis Latour)
- レミーマルタン(Remy Martin)
- ロバーツ・ロック(Roberta Rock)